# Mazda Cosmo
La Mazda Cosmo è un nome utilizzato dalla casa automobilistica giapponese Mazda per indicare quattro vetture realizzate a partire dal 1967 fino al settembre 1995. 
Il nome Cosmo venne impiegato per indicare le vetture di classe GT o nella fascia alta della gamma. Pur condividendo lo stesso nome le diverse Cosmo non erano particolarmente collegate tra di loro, anche se condividevano l'impiego del motore rotativo Wankel.

## Inizi
La prima Mazda ad utilizzare il nome Cosmo venne presentata, come concept-car, al salone di Tokyo del 1964. La vettura, conosciuta anche come Cosmo Sports o 110S, era dotata del motore Wankel 8A sul prototipo del 1963 e del 10A sulla vettura del 1964. Inizialmente furono sessanta le vetture realizzate, il cui impiego principale fu quello di essere utilizzate come vetture di prova per i concessionari. Queste auto venivano costruite completamente a mano al ritmo di una al giorno.
La produzione vera e propria iniziò nel 1967 con la I Serie per concludersi nel 1972 con la II Serie. La prima serie totalizzò 343 esemplari prodotti tra il maggio 1967 e il luglio 1968. Altre 1 176 furono le Cosmo II Serie; questa versione rimase sul mercato dal luglio 1968 al settembre del 1972.

## Le serie Mazda Cosmo

### I Serie (1967–1968)
La I Serie o L10A della Cosmo utilizzava il motore Wankel 0810 a doppio rotore. La cilindrata era di 998 cm³ e la potenza dell'ordine dei 110 CV (82 kW). La L10A era dotata anche di un carburatore Hitachi a quadricorpo e di un sistema di accensione che utilizzava due candele per camera e una doppia distribuzione. Di serie era montato un cambio a quattro rapporti e ruote da 14 pollici. Le sospensioni anteriori erano del tipo a ruote indipendenti dotate di molle elicoidali e di barra antirollio. Per le sospensioni posteriori venne utilizzato il ponte rigido tipo DeDion dotato di balestre semiellittiche e braccetti di rinforzo. I freni anteriori erano a disco da 254 mm senza servoassistenza, al posteriore erano montati dei tamburo da 200 mm.
In merito alle prestazioni la Cosmo accelerava sui 400 m in 16,4 secondi mentre la velocità massima era di 185 km/h. La I serie, 343 gli esemplari costruiti, veniva venduta al prezzo di 1,48 milioni di yen dell'epoca.

### II Serie (1968–1972)

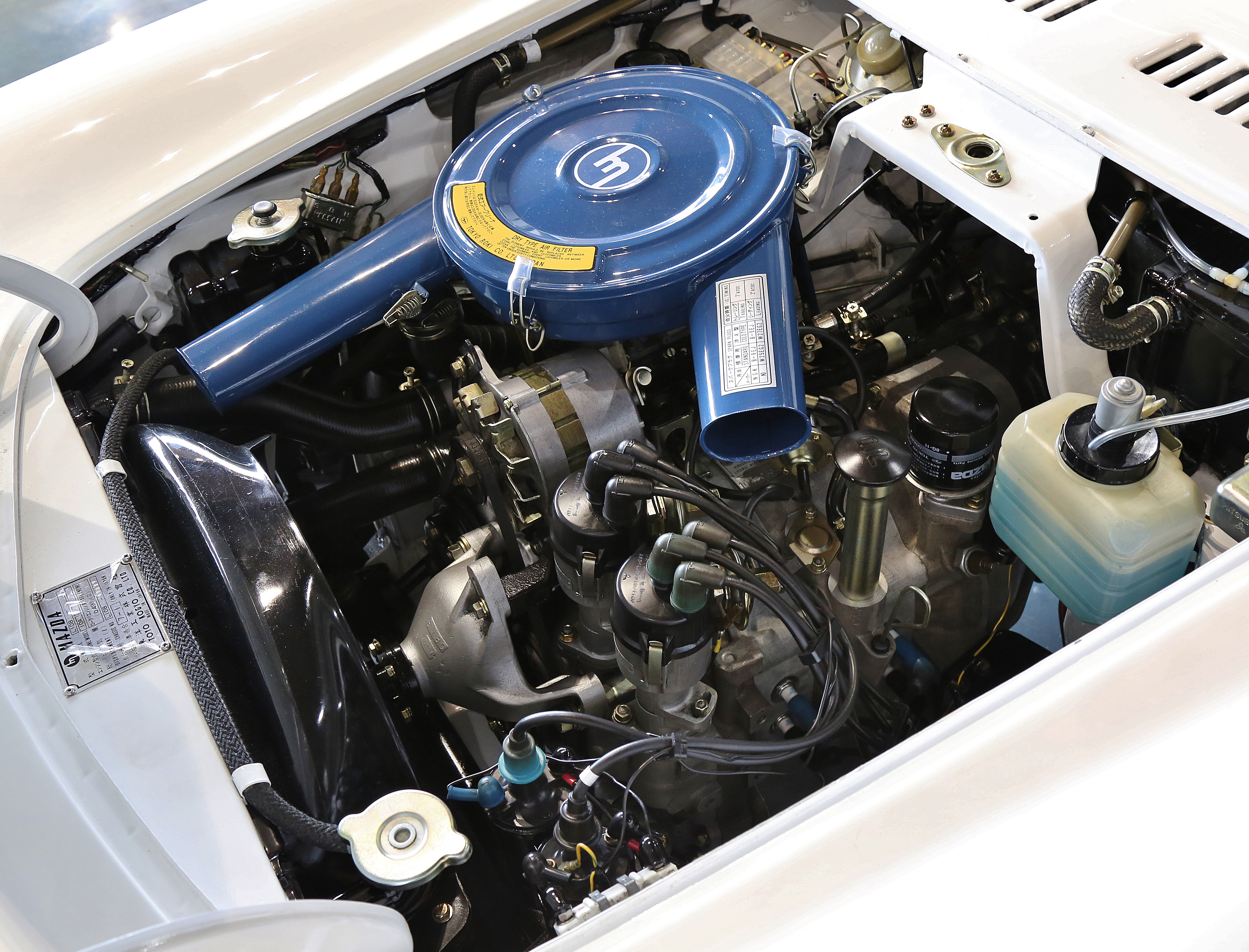
Motore Wankel di una Cosmo Sport del 1972.

La II serie o L10B fu presentata nel luglio 1968. Montava il motore 0813 la cui potenza era di 128 hp (95 kW). Esteticamente la vettura si riconosceva per la nuova calandra e per le due prese d'aria create ai lati. Altre modifiche introdotte con questo modello erano le ruote da 15 pollici di serie, il cambio a cinque marce e freni più potenti.
L'interasse era stato aumentato di 14,9 cm in modo da aumentare lo spazio disponibile e il comfort di marcia. La velocità massima salì a 193 km/h mentre sui 400 metri la vettura otteneva un tempo di 15,8 secondi.
Ne verranno prodotte 1 176 delle quali sei esportate negli Stati Uniti d'America. Come per la serie precedente il prezzo era di 1,48 milioni di yen.

#### La Marathon de la Route
Nel 1968 la Cosmo venne impiegata nella Marathon de la Route, una competizione molto dura, che si svolgeva sul tracciato del Nürburgring. La gara si svolgeva su un arco di 84 ore e la Mazda iscrisse due Cosmo, una con equipaggio giapponese ed una con piloti belgi. Le vetture, che praticamente erano di serie a parte l'aggiunta di un condotto laterale sul lato sinistro al sistema di aspirazione, per gran parte della competizione occuparono la quarta e la quinta posizione. Alla 82ª ora la vettura condotta dall'equipaggio giapponese fu costretta al ritiro per la rottura di un asse mentre l'altra Cosmo arrivo quarta assoluta. Il motore utilizzato su queste vetture era il 10A la cui potenza, per favorire l'affidabilità, era stata limitata a 130 CV (97 kW).

### Cosmo CD (1975–1981)

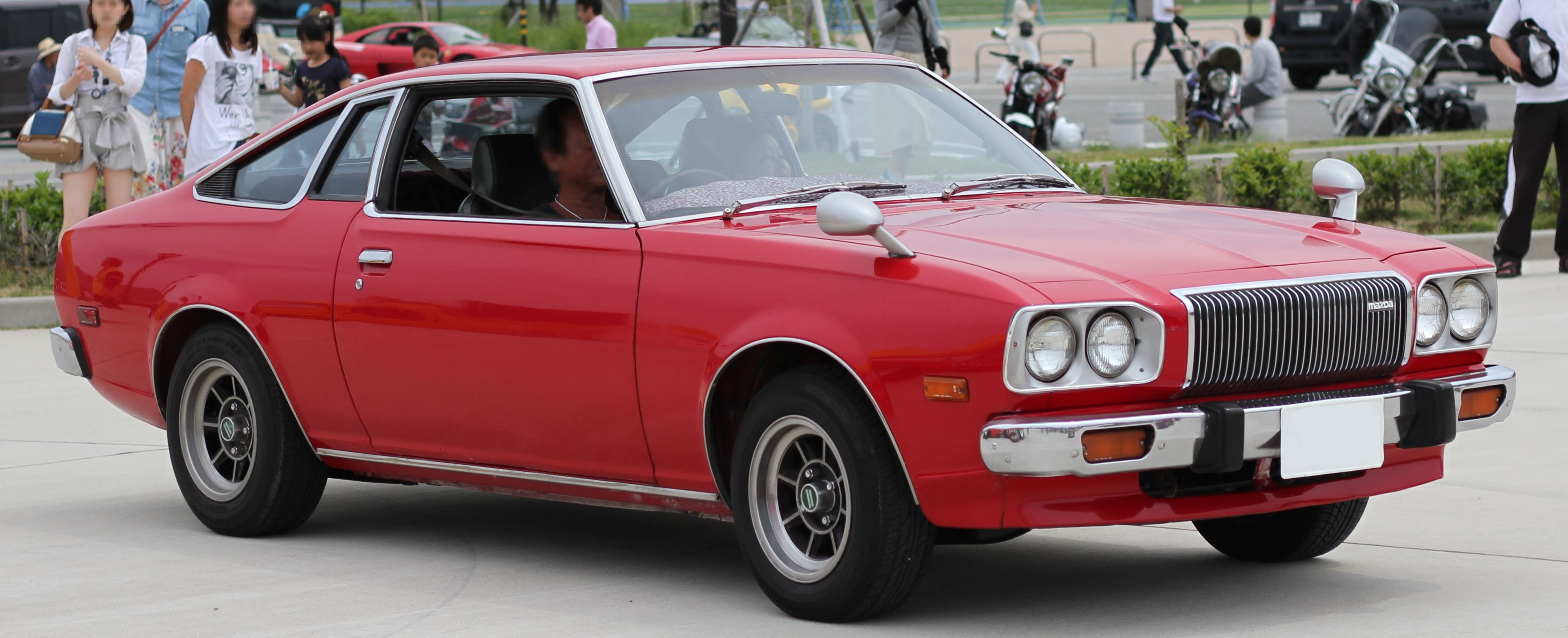
Una Cosmo seconda generazione.

La seconda generazione della Cosmo, conosciuta anche come Cosmo CD, venne presentata nel 1975 e rimase in produzione fino al 1981. In Giappone era venduta come Cosmo AP, negli USA con il nome Cosmo, in molti mercati come Mazda RX-5 e su pochi altri come Mazda 121. Quest'ultima non va confusa con l'altra Mazda 121, una utilitaria, venduta in molti paesi, tra i quali l'Italia qualche tempo dopo.

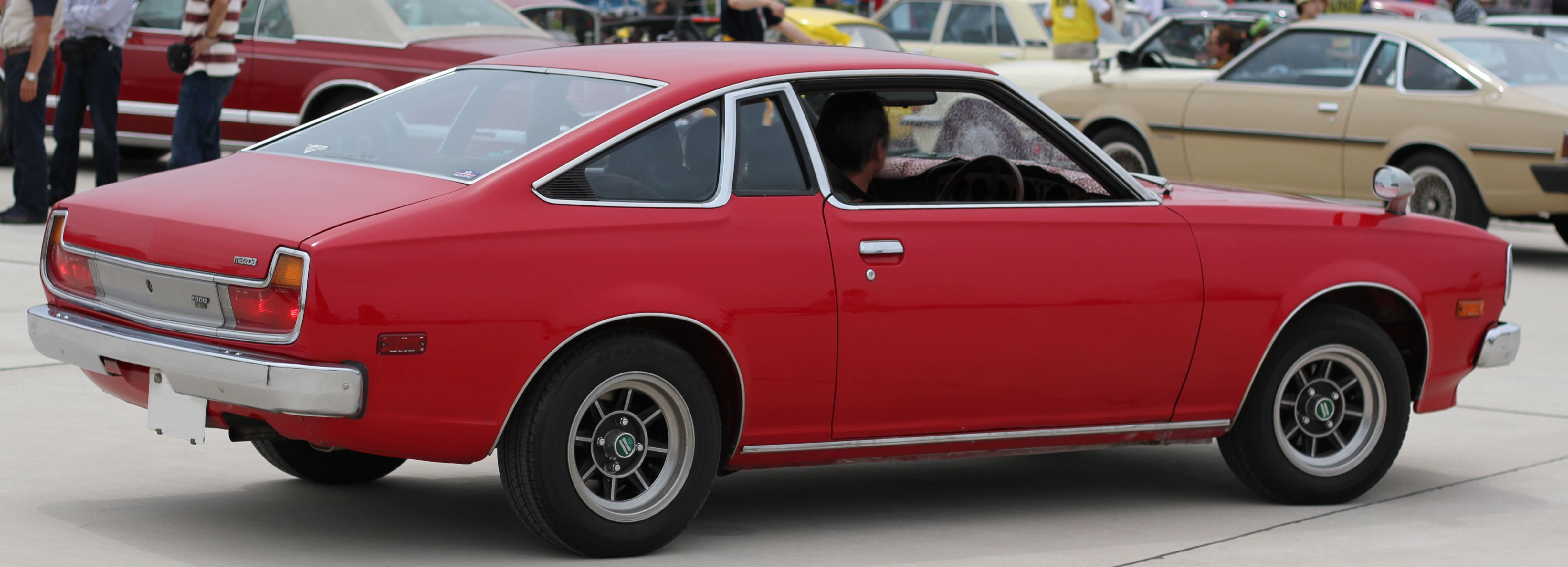
Mazda Cosmo AP 2000.

La Cosmo CD montava il motore Wankel di maggiore cubatura mai realizzato ed utilizzava il pianale e la parte meccanica della RX-4. Era leggermente più pesante della vettura della quale utilizzava il pianale ma aveva un allestimento più lussuoso. Le sospensioni erano del tipo a cinque punti ed erano stati adottati i freni a disco su tutte le ruote. Due i motori disponibili sempre Wankel: il 12A e il 13B. La vettura si rivelò comoda, veloce e ben equipaggiata sebbene la carrozzeria si dimostrasse incline alla ruggine.

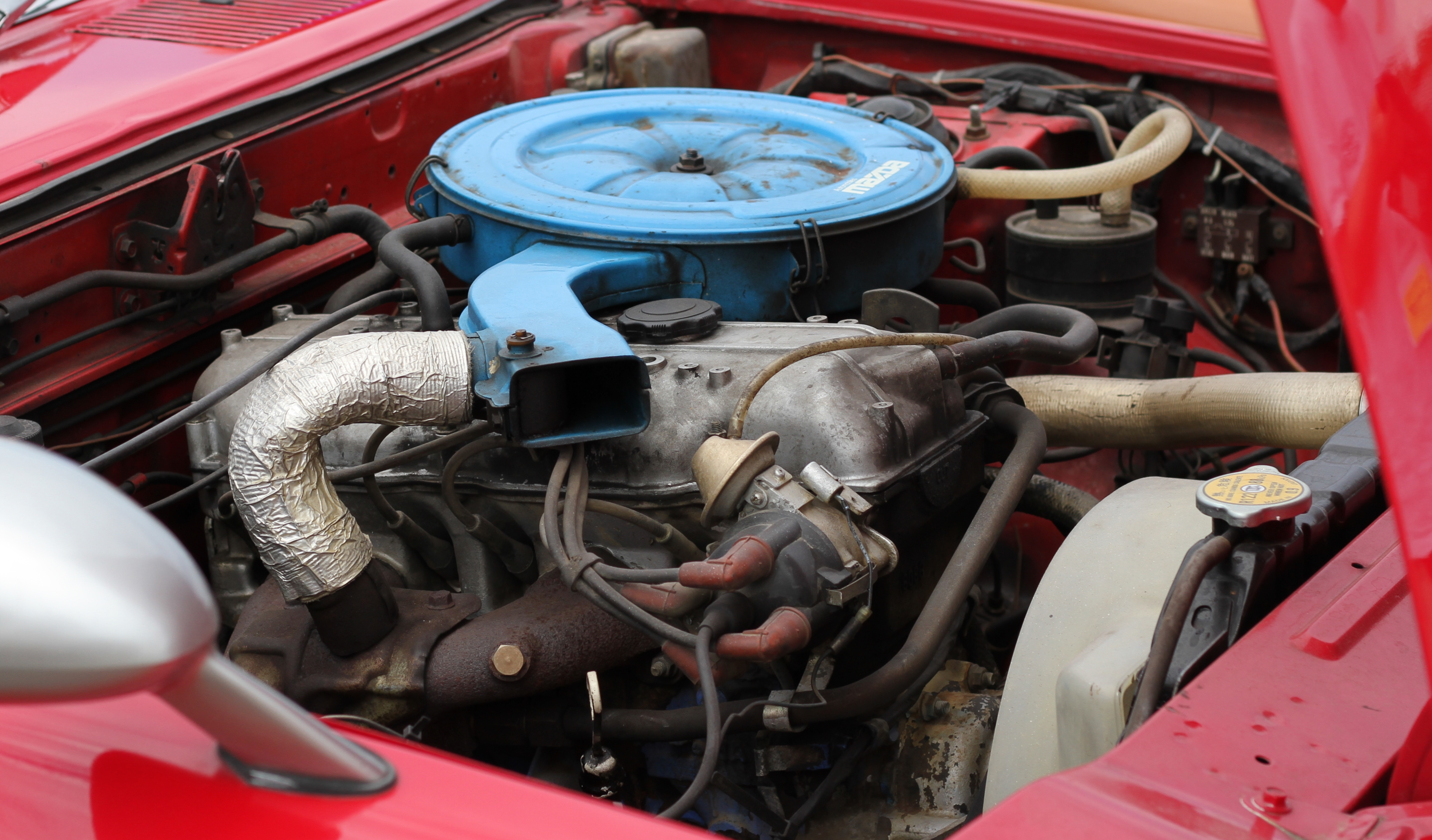
Motore quattro cilindri da 1769 cc di una Cosmo AP.

Il motore era brillante e capace di salire di giri velocemente. Della Cosmo CD venne realizzata anche una versione dotata di motore a pistoni: la Cosmo 1800. Su questo modello veniva montato un motore quattro cilindri in linea di 1769 cm³ che erogava 100 hp (75 kW).
La vettura in Giappone riscosse un enorme successo e nel solo primo anno ne verranno vendute 55 000. Molto diversa fu l'accoglienza sugli altri mercati. Negli Stati Uniti la Cosmo venne venduta, in numeri molto limitati, dal 1976 al 1978. Sul solo mercato interno venne prodotta dal 1979 al 1981 una seconda serie della Cosmo CD.

### Cosmo HB (1981–1989)

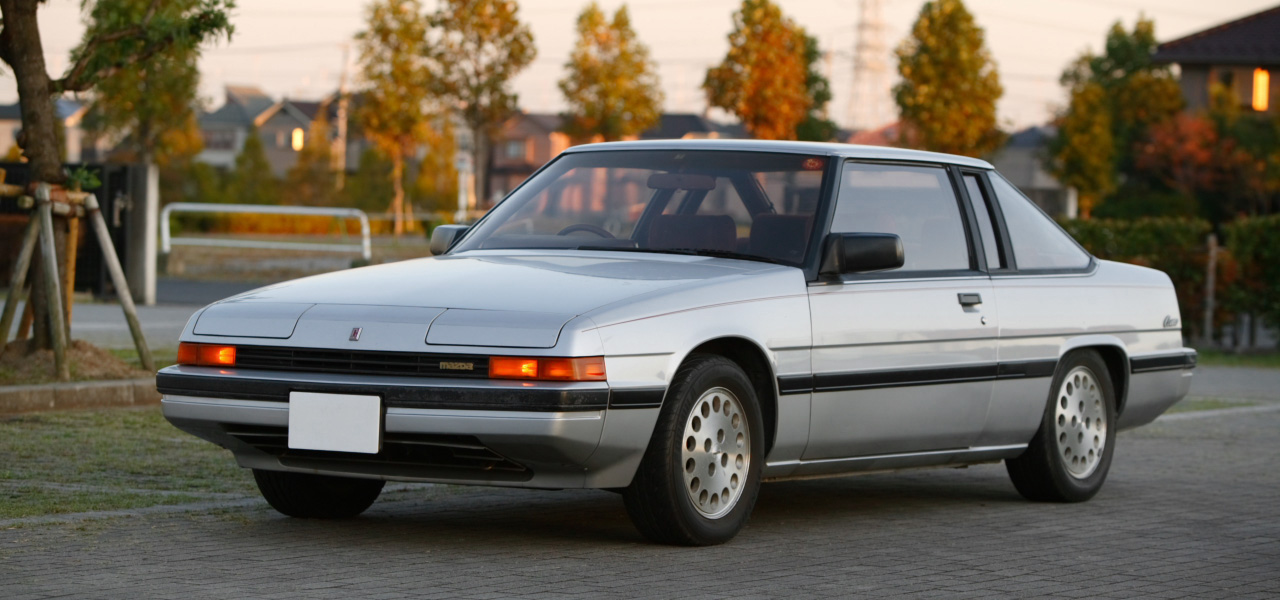
Cosmo coupé Rotary turbo.

Nel 1982 divenne disponibile la terza generazione della Cosmo. Questa versione utilizzava il pianale HB della Mazda che veniva impiegato anche sulla Mazda Luce. Era disponibile come coupé, berlina o con tetto rigido. Sia la Luce che la Cosmo erano disponibili in Giappone con motori tipo Wankel, diesel e con motore in linea.

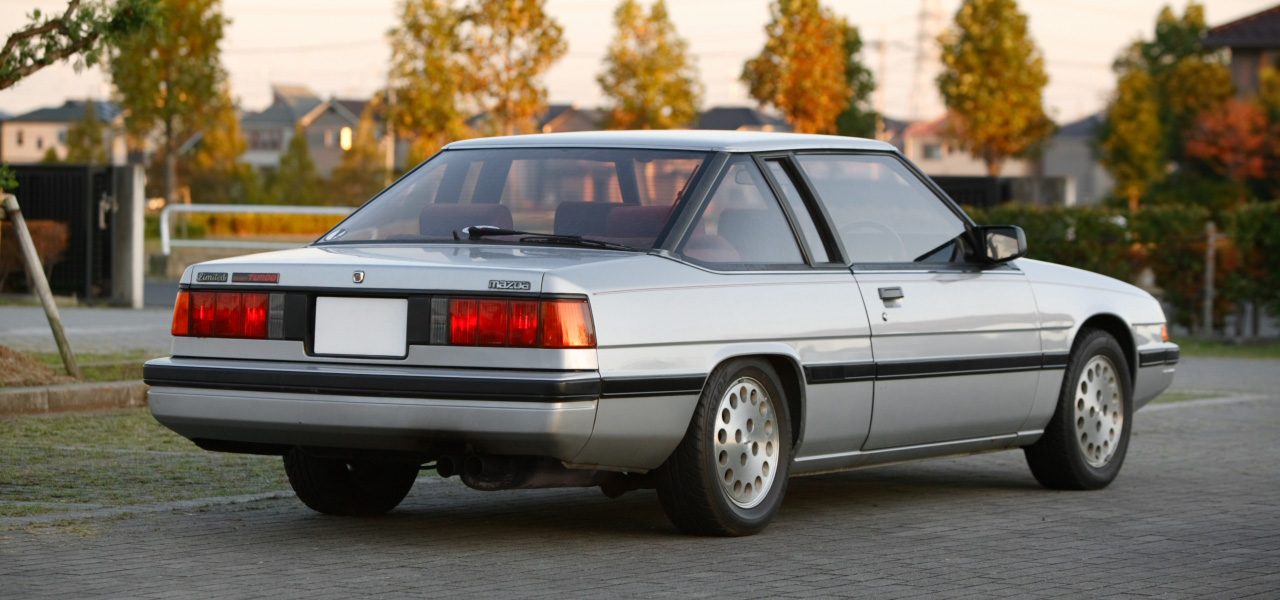
Vista posteriore.

All'estero vennero erano disponibili solo le versioni con motore diesel e benzina, mentre la versione dotata di Wankel non venne esportata. Per quanto riguarda il Wankel era disponibile in tre versioni: 12A-SPI, 12A Turbo e 13B RESI. Il 13B-RESI era disponibile solo se si optava per la trasmissione automatica. Nel 1982 la vettura dotata di 12A Turbo si rivelò essere l'auto più veloce disponibile sul mercato giapponese.
Nel 1986 venne sostituito il modello berlina mentre le altre due versioni rimasero in produzione, pressoché immutate fino al 1989.

## Eunos Cosmo (1990–1995)

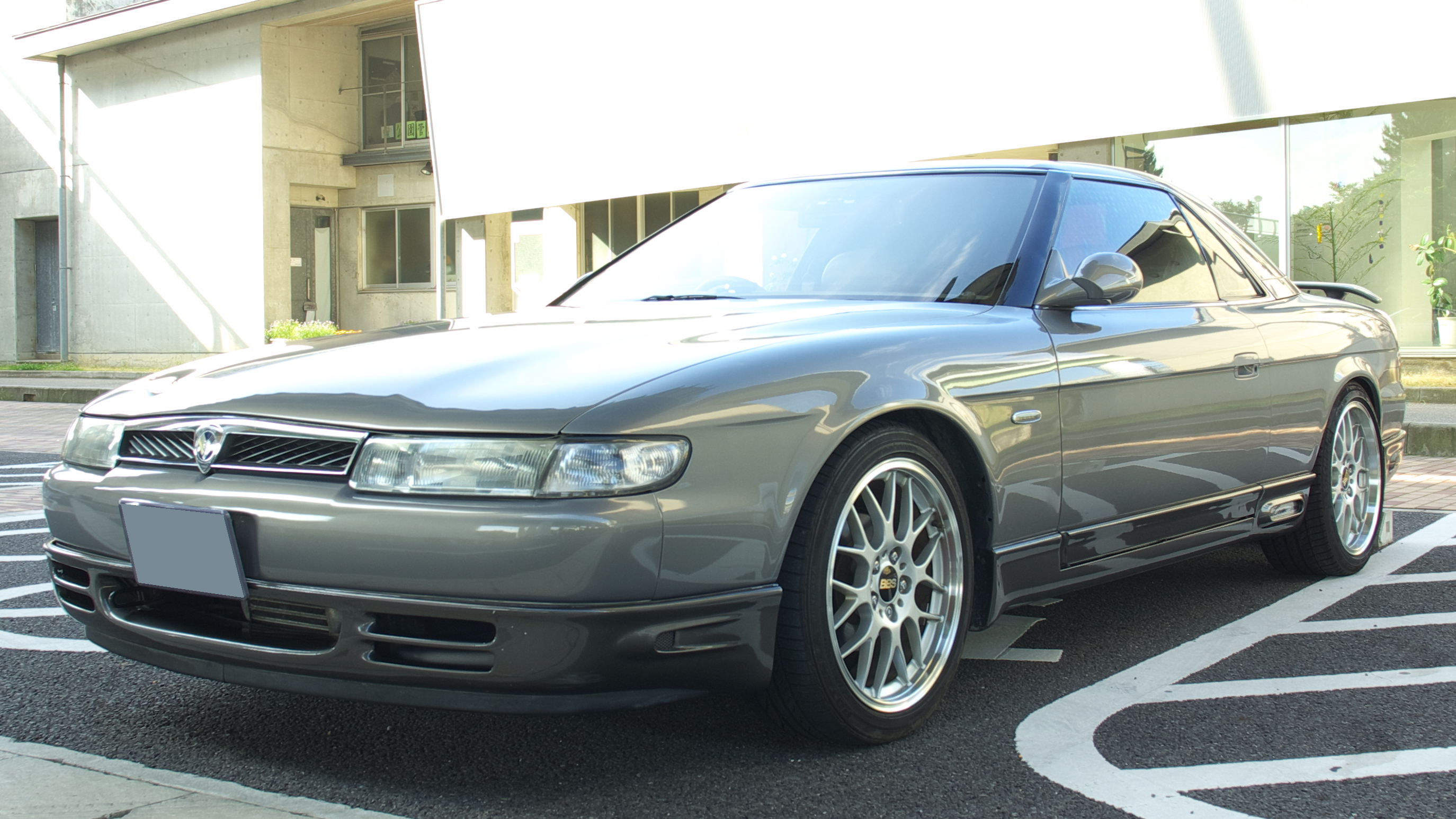
Eunos Cosmo.

L'ultima generazione della Cosmo venne presentata nel 1990. La nuova versione era venduta come Eunos, che rappresentava il marchio di lusso della Mazda. La vettura utilizzava la piattaforma JC ed era la vettura top della gamma di questo marchio.
Fu l'unica automobile Mazda dotata del motore Wankel a tre rotori 20B-REW e doppio turbocompressore; fu prodotta anche con il motore a due rotori 13B-REW sempre con doppio turbocompressore. Il motore 20B-REW aveva una cilindrata di 1962 cm³, la più elevata mai utilizzata su un Wankel, ed erogava 300 hp (224 kW).

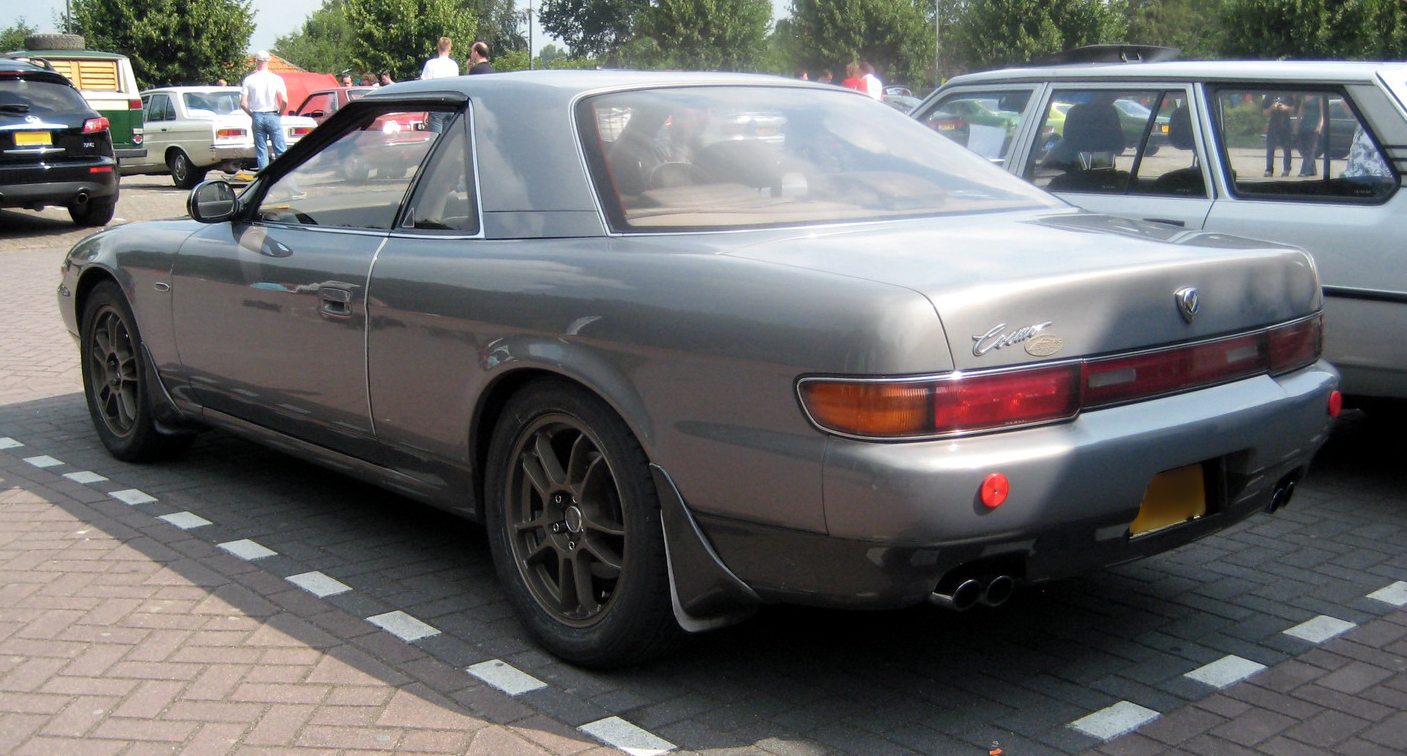
Vista posteriore Eunos Cosmo.

La Eunos Cosmo era una vettura con carrozzeria 2+2 ed era dotata di numerosi e innovativi servomeccanismi. Tra questi figurava la trasmissione automatica a quattro rapporti a controllo elettronico. Altre primizie di questo modello erano costituite dal sistema di sovralimentazione sequenziale sia per il motore 13B-REW che per il 20B-REW (offerto per la prima volta su una vettura di serie), il lettore CD, il navigatore GPS, il telefono cellulare, la radio, TV con codifica NTSC, schermo Touch screen per regolare il condizionatore e il Car Control System.
Della Eunos Cosmo furono prodotti 8 875 esemplari fino al settembre 1995, quando ne venne interrotta la produzione.

## Mazda Cosmo 21
Presso il salone automobilistico di Tokyo del 2002 è stata presentata la nuova versione della Mazda Cosmo, denominata 21. Era dotata di un propulsore derivato dalla Mazda RX-8 e la linea riprendeva quella dell'originale Cosmo degli anni 60, anche se le dimensioni erano più contenute dal momento che era stata basata sulla carrozzeria della Mazda MX-5.